# 疑似有性生殖
擬似有性生殖（ぎじゆうせいせいしょく、英語: parasexuality）というのは、菌類で知られている現象で、正規の有性生殖器官を形成する事なく、有性生殖と同じような内容の結果を生じる現象である。疑似有性生殖環(Parasexual cycle)という語も使われる。

## 概説
一般に菌類では、それぞれの群で独特の構造をつくり、そこで細胞の接合から核の融合、減数分裂を経て胞子を形成することで有性生殖が行われる。いわゆるキノコは往々にしてそのような構造である。しかし、まれにこのような固有の構造によらず、栄養菌糸の内部で同様の過程が行われていることが知られている。これを疑似有性生殖と呼ぶ。

## 方法
具体的には、有性生殖において行われる、核融合による倍数化の後に減数分裂によって単相化する（これらの菌類の栄養菌糸は一般に単相）という過程が、体細胞の中で起こってしまうことである。これらの菌類の菌糸は、一見すると隔壁によって区分された多細胞体に見えるが、実は隔壁には隔壁孔という穴があり、これを通って核が移動することが可能である。
疑似有性生殖が行われる最初の段階は、同一菌糸体の中に異質な二通りの核が存在するようになることである。この状態を異核共存体と言う。異核共存体化は、おおよそ二通りの経過で起こると考えられる。
1. 系統の異なる菌糸との融合
2. 同一菌糸体内での核の突然変異

前者についてはまた、同種の他の株の菌糸と触れた場合、その部分で融合することがあり得る事が知られている。しかし菌糸体の不和合性があるため、自然界では阻止されることが多いと考えられる。後者については実験室内ではこれが異核共存体を増加させる原因である。異核共存体は、片方の核が次第に減る場合もあるが、しばしばその状態を維持したまま成長を続ける。
さらに、ここから生じた菌糸の中で、核が移動してそこで二つの核が融合して複相の核を生じ、さらに減数分裂が起きれば、通常の有性生殖が行われたのとほぼ同じ結果となる。減数分裂は必ずしも標準的な形ではなく、染色体が次第に失われて単相核と同じにまでなるような過程で起きてもよい。このような過程は、結果として有性生殖と同じ意味がある。

## その意味
身近で見られるカビの大部分は、分生子によって無性的に増殖する一方で、ある時期には好適な株との間で接合を行い、一定の成長の後、2核の融合と減数分裂が行われ、新たな遺伝子の組み合わせを持った個体が作られる。つまり有性生殖が行われると考えられる。アオカビなどのいわゆる不完全菌の多くも、多分どこかでは有性生殖を行っているが、それが頻繁ではないか、目立たないためにそのテレオモルフ（有性生殖体）が見つからないか、あるいは両者の関連が分かっていないものと考えられている。
その一方で、一部には本当に有性生殖を行なっていないものもあると考えられている。しかし、それらが有性生殖器官は形成しないものの、同様の結果を生じる現象があるとすれば、それらは有性生殖をせずともその恩恵には預かれると考えられる。それが、ここに述べた擬似有性生殖である。
ただし、実際にこの現象がそのように働いているかは明らかとは言えない。実験室内では上記のような現象は確実に確認されているし、必要であれば核の融合などを誘発する化学物質を利用するなどの方法で引き起こすこともできる。しかし、自然界では少なくともまれな現象であろうと考えられている。この現象は有性生殖が行われている種においても生じる可能性がある。
なお、この現象が最初に研究されたのはコウジカビの一種(Aspergillus nidulams　完全型は Emericella nidulans)であるが、このような現象が知られたために遺伝学的研究のモデル生物としては使えないと考えられるようになっている。